# Princezna Charlotte z Walesu
Princezna Charlotte z Walesu (celým jménem Charlotte Elizabeth Diana, česky: Šarlota Alžběta Diana; * 2. května 2015 Londýn) je britská princezna a členka britské královské rodiny. Je druhým dítětem a jedinou dcerou Williama, prince z Walesu a Catherine, princezny z Walesu. Je třetí v linii následnictví britského trůnu.

## Narození a křest
Princezna Charlotte, druhé dítě tehdy vévody a vévodkyně z Cambridge, se narodila 2. května 2015 v 8:34 BST v Lindově křídle nemocnice St Mary v Londýně. Několik památek bylo osvětleno růžově, aby oslavilo její narození, včetně Tower Bridge, Londýnského oka a fontány na Trafalgarském náměstí; v Hyde Parku a Tower of London se vypálily oslavné střely. Dne 4. května bylo její jméno oznámeno jako Charlotte Elizabeth Diana na počest její prababičky královny Alžběty II. a babičky Diany, princezny z Walesu. Rodiče ji láskyplně nazývají „Lottie“ a „Mignonette“.
Holčička je coby potomek následníka trůnu první královskou princeznou narozenou v britské panovnické rodině po 65 letech. Zatím poslední byla dcera Alžběty II. princezna Anna. Je také první dívkou v historii britské královské rodiny, kterou narození mladšího bratra neposunulo v pořadí následnictví.
Dne 5. července 2015 byla princezna Charlotte pokřtěna arcibiskupem z Canterbury v kostele sv. Máří Magdalény v Sandringhamu, ve stejném kostele, kde byla pokřtěna její babička z otcovy strany v roce 1961. Jejími kmotry jsou bratranci jejích rodičů Laura Fellowes a Adam Middleton a rodinní přátelé Thomas van Straubenzee, James Meade a Sophie Carter.

## Vzdělání
Dne 8. ledna 2018 začala své vzdělání na mateřské škole Willcocks Nursery School v Londýně v blízkosti jejího rodinného domu Kensingtonského paláce.  Dne 5. září 2019 začala navštěvovat soukromou školu Thomas's Battersea School na jihozápadě Londýna. Doprovodili ji rodiče, princ William, vévoda z Cambridge, a Catherine, vévodkyně z Cambridge, a také její starší bratr princ George z Walesu, který tuto školu již navštěvoval. Ve škole byla známá jako Charlotte Cambridge. Charlotte a její sourozenci začali v září 2022 navštěvovat nezávislou přípravnou školu s názvem Lambrook.

## Oficiální vystoupení

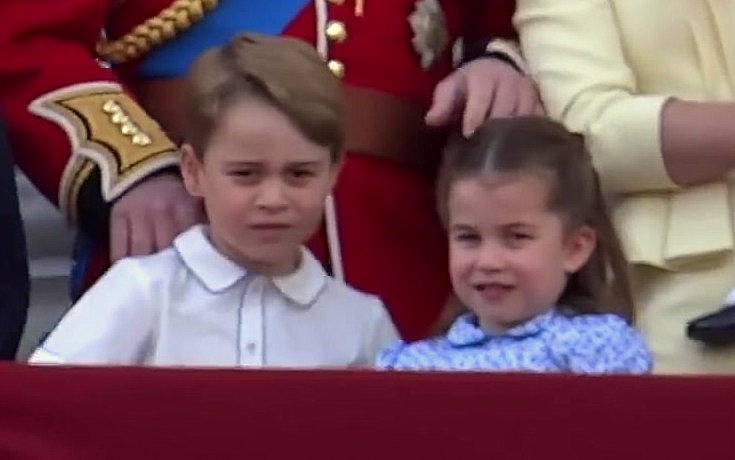
Princezna Charlotte s bratrem Georgem

Dne 11. června 2016, zvládla její první veřejné vystoupení, které se odehrálo na balkóně Buckinghamského paláce během Trooping the Color. Doprovázela své rodiče a bratra George na jejich královské cestě po Kanadě v září 2016 a na jejich diplomatické návštěvě v Polsku a Německu v červenci 2017. V březnu 2020 se připojila ke svým sourozencům Georgovi a Louisovi v online videu, aby tleskala klíčovým pracovníkům během pandemie koronaviru. V září 2020 se setkali s Davidem Attenboroughem; Kensingtonský palác následně zveřejnil video, kde kladla se svými sourozenci Attenboroughovi otázky týkající se ochrany životního prostředí. V prosinci 2020 děti poprvé vystoupily na červeném koberci, když doprovázely své rodiče v londýnském palladiu na představení pantomimy, které se konalo jako poděkování klíčovým pracovníkům za jejich úsilí během pandemie.

## V médiích
Navzdory snahám jejích rodičů uchránit své děti před tiskem, každá fotografie nebo veřejné vystoupení Charlotte vyvolaly mediální šílenství. Podle statistik nákupů a hlasování mezi rodiči je Charlotte hlavní dětská módní ikona. Maloobchodníci, zejména s oděvy, mají velký prospěch z toho, že se jejich výrobky objevují na fotografiích princezny. Fenomén byl nazván jako „efekt princezny Charlotte“ nebo „Charlottin efekt“. Brand Finance odhaduje, že britská ekonomika z ní bude mít za celý její život výtěžek 3 miliardy liber. V červenci 2018 ji společnost Reader's Digest ocenila na 5 miliard dolarů nebo také 3,8 miliardy liber.

## Tituly, oslovení a nástupnictví
- 2. května 2015 – 8. září 2022: Její královská Výsost princezna Charlotte z Cambridge
- 8. září 2022 – 9. září 2022: Její královská Výsost princezna Charlotte z Cornwallu a Cambridge
- od 9. září 2022: Její královská Výsost princezna Charlotte z Walesu[29]

Charlotte je třetí v linii následnictví britského trůnu, po svém otci a starším bratrovi. V důsledku zavedení dohody z Perthu, která nahradila patrilineární primogenituru absolutní primogeniturou, neposunula se v řadě následnictví, když se 23. dubna 2018 narodil její mladší bratr princ Louis z Walesu; to z ní dělá první britskou princeznu, která se umístila nad bratrem v linii následnictví.